# Maxime Crépeau
Maxime Crépeau (Greenfield Park, 11 de mayo de 1994) es un futbolista canadiense que juega de portero en el Portland Timbers de la Major League Soccer.

## Selección nacional
Crépeau fue internacional sub-17, sub-20 y sub-23 con la selección de fútbol de Canadá, antes de convertirse en internacional absoluto el 6 de febrero de 2016 frente a la selección de fútbol de los Estados Unidos.
Fue parte del equipo de Canadá en la Copa Oro 2017, en la Copa Oro 2019 y en la Copa Oro 2021.

#### Participaciones en Copas América
| Torneo            | Sede           | Resultado     | Partidos | Goles |
| ----------------- | -------------- | ------------- | -------- | ----- |
| Copa América 2024 | Estados Unidos | Cuarto puesto | 5        | 0     |

## Clubes
| Club                   | País           | Año       |
| ---------------------- | -------------- | --------- |
| Montreal Impact        | Canadá         | 2013-2018 |
| FC Montréal (cedido)   | Canadá         | 2015-2016 |
| Ottawa Fury (cedido)   | Canadá         | 2018      |
| Vancouver Whitecaps FC | Canadá         | 2019-2022 |
| Los Angeles F. C.      | Estados Unidos | 2022-2023 |
| Portland Timbers       | Estados Unidos | 2024-     |

## Palmarés

### Títulos nacionales
| Título                 | Club              | País           | Año  |
| ---------------------- | ----------------- | -------------- | ---- |
| Copa de Canadá         | Montreal Impact   | Canadá         | 2013 |
| MLS Supporters' Shield | Los Angeles F. C. | Estados Unidos | 2022 |
| MLS Cup                | Los Angeles F. C. | Estados Unidos | 2022 |